# Talegalla
Talegalla (em francês) ou talegala (em português) é um género de ave da família Megapodiidae. Descrito pela primeira vez por René Primevère Lesson em 1828.

## Espécies
Contém as seguintes espécies:
- Talegalla cuvieri
- Talegalla fuscirostris
- Talegalla jobiensis

## Etimologia
O nome Talegalla é uma combinação de taleve, palavra francesa sem tradução para o português mas que designa as aves do género Porphyrio, e gallus, a palavra latina para "galo". A palavra foi criada por René Lesson ao observar a aparência incomum da criatura avermelhada, pois ela se assemelhava às aves do género Porphyrio, mas tinha o tamanho de uma galinha.